# Oleksandr Tjertohanov
Oleksandr Jurijovitj Tjertohanov (azerbajdzjanska: Aleksandr Çertoqanov; ukrainska: Олександр Юрійович Чертоганов) född 8 februari 1980 i Dnepropetrovsk, Ukrainska SSR, Sovjetunionen, är en ukrainsk-azerbajdzjansk fotbollsspelare som för närvarande spelar för den azerbajdzjanska fotbollsklubben Sumgayit FK. Tjertohanov har även spelat i det azerbajdzjanska fotbollslandslaget.